# Hubó
Hubó (szlovákul: Hubovo) község Szlovákiában, a Besztercebányai kerületben, a Rimaszombati járásban.

## Fekvése
Tornaljától 4 km-re délkeletre, a Bódvai-dombság keleti részén fekszik.

## Története
A falu a 11. században a gömöri váruradalom területén keletkezett. Lakói adómentességben részesültek. 1235-ben "Habon" néven említik először. Neve valószínűleg a szláv huba (= gomba) főnévből származik. Egy másik legenda szerint a községet a honfoglaló vezérek egyikéről, Huba vezérről nevezték el, akinek földvára volt a falu határában, úgynevezett megálló.
1411-ben nemesi község volt. 1449-ben "Hwba" néven tűnik fel oklevélben. Története folyamán nagyrészt a helyi nemes Hubay család tulajdonában állt. 1828-ban 67 házát 622-en lakták. Lakói főként szőlőtermesztéssel foglalkoztak.
Vályi András szerint: "HUBO. Magyar falu Gömör Várm. földes Urai külömbféle Uraságok, Stubay, és más nemesek lakják, kik is reformátusok, fekszik Sajó vize mellett, hegyek között, Tornallyához egy mértföldnyire, határja középszerű, legelője jó, erdeje elég, szőlő hegye is vagyon, piatzozása 4 1/2 mértföldnyire Rozsnyón."
Fényes Elek szerint: "Hubó, magyar falu, Gömör vmegyében, ut. p. Tornallyához közel egy szűk völgyben fekszik. Van a reformatusoknak templomjuk. A lakosok száma 458ra megy. Van 27 3/8 majorsági telek, 98 kapás szabad szőlő, 700 hold erdő. Rétje igen kevés; hegyes de könnyü munkájú szántófölde bőven termi a szép tiszta buzát s bármi egyebet; a marhatenyésztést kedvelik. Birja Hubai, Szuhai, Kasza család."
Gömör-Kishont vármegye monográfiája szerint: "Hubó, a hasonnevű patak mellett fekvő magyar kisközség, 92 házzal és 358 ev. ref. vallású lakossal. E községről már a XIII. században találunk nyomokat, a mikor poss. Habon néven szerepel. 1449-ben Hwba alakban említik. A Hubay család innen vette eredetét. A helyi hagyomány a községet Huba vezérrel hozza kapcsolatba, azt állítva, hogy Huba vezér itt lakott volna. Legrégibb időben a Hubay, Szuhay és a Kasza család volt a birtokosa, ezeken kívül számos nemes család lakta. Azelőtt kitűnő szőlőtermelő hely volt. Református temploma 1776-ban épült. A község postája, távírója és vasúti állomása Tornallya. E faluhoz tartozik Keczvölgy puszta."
A trianoni diktátumig területe Gömör-Kishont vármegye Putnoki járásához tartozott, ezután az új csehszlovák állam része lett. 1938 és 1944 között újra Magyarországhoz tartozott.

## Népessége
| Év:            | 1994. | 2004.    | 2014.   | 2024.    |
| -------------- | ----- | -------- | ------- | -------- |
| Emberek száma: | 170   | 142      | 134     | 113      |
| Eltérés:       |       | -16,47 % | -5,63 % | -15,67 % |

| Év:            | 2023. | 2024.   |
| -------------- | ----- | ------- |
| Emberek száma: | 113   | 113     |
| Eltérés:       |       | +1,42 % |

1910-ben 343-an, túlnyomórészt magyarok lakták.
2001-ben 136 lakosából 124 magyar.
2011-ben 142 lakosából 119 magyar és 14 szlovák.

## Nevezetességei
- A falu közepén álló református templom 1776-ban épült. A fa harangláb szintén 18. századi.

## Külső hivatkozások
- Községinfó
- Hubó Szlovákia térképén
- Hubó a Gömöri régió honlapján
- E-obce.sk